# Roxolani, Odesa
Roxolani (în ucraineană Роксолани, transliterat: Roksolanî) este un sat în comuna Dalnic din raionul Odesa, regiunea Odesa, Ucraina, formată numai din satul de reședință.

## Demografie
Componența lingvistică a comunei Roxolani
     Ucraineană (88,77%)
     Rusă (8,34%)
     Română (1,53%)
     Alte limbi (0,49%)
Conform recensământului din 2001, majoritatea populației comunei Roxolani era vorbitoare de ucraineană (88,77%), existând în minoritate și vorbitori de rusă (8,34%) și română (1,53%).